# Cropia juba
Cropia juba là một loài bướm đêm trong họ Noctuidae.